# Flaga stanowa Nevady
Flaga stanowa Nevady jest błękitna. Kolor ten, częsty na flagach innych stanów, pochodzi ze sztandaru państwowego, symbolizując nadrzędność i opiekę rządu federalnego. Biała gwiazda symbolizuje Nevadę oraz jej pseudonim: Stan Srebrny. Nawiązuje do pierwszych mieszkańców żyjących z wydobycia srebra. Wstęga Battle Born przypomina, że stan powstał w czasie wojny secesyjnej, po stronie Unii. Poniżej, jego nazwa. Wszystko otaczają gałązki bylicy – rośliny stanu Nevada.
Obecny projekt pochodzi, pośrednio, z konkursu ogłoszonego w 1926 roku. Wygrała praca Louisa Shellbacka III, którą rozpatrzył stanowy parlament. Rozgorzała dyskusja, czy ma zawierać słowo Nevada. W 1929 roku, gubernator Fred B. Balzar, podpisał ustawę przyjmującą flagę.
W 1989 roku badacz legislacyjny odkrył, że dokument, zatwierdzony przez Balzara, nieznacznie różnił się od przyjętego przez parlament. Dopiero dwa lata później dodano wstęgę z napisem Nevada i bylicę.